# Вога

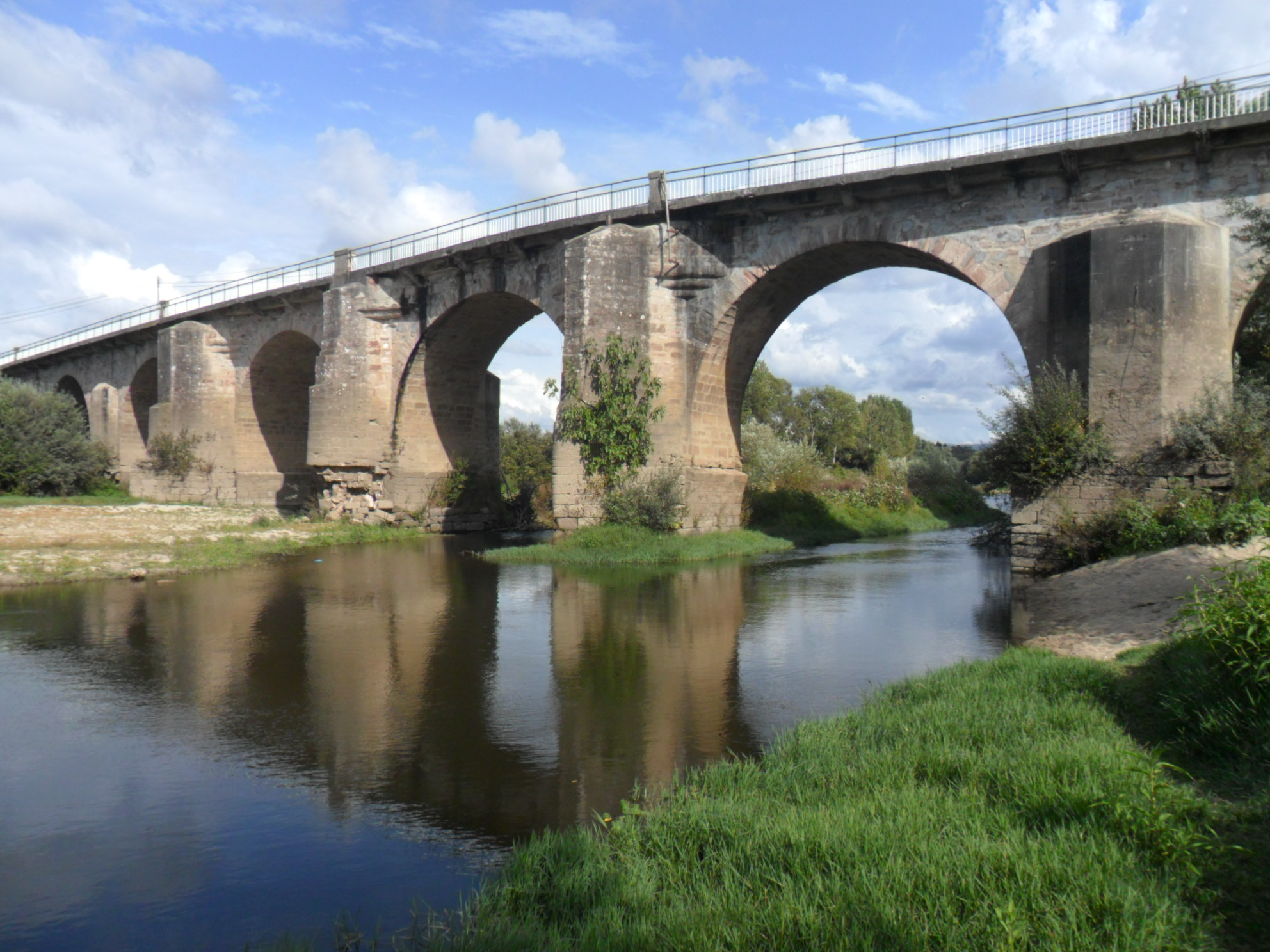
Річка Вога й Старий Возький міст

Во́га (порт. Vouga, МФА: [ˈvo.gɐ]) — річка в Центральній Португалії. Довжина — 148 км, площа басейну — 3635 км². Бере початок з Лапського джерела (порт. Chafariz da Lapa) на висоті 930 м, в горах Лапа, на території муніципалітету Сернаселі, округ Візеу. Протікає зі сходу на захід центрально-північною частиною країни, через муніципалітети Север-ду-Вога та інші. Впадає до Атлантичного океану, в районі міста Авейру, округ Айвейру. Притоки — Агеда, Кайма, Сул, Тейшейра. На річці розташована гідроелектростанція Рібейрадіу-Ерміда. Від назви річки походять багато португальських топонімів (Нижня Вога). 

## Назва
- Ва́куа (лат. Vacua, «порожня»[4]; грец. Οὐακούα, Ouakoúa[5]) — антична римська назва.
- Ва́гія (лат. Vágia) — альтернативна римська назва.
- Ва́уга (порт. Vauga)
- Во́га — сучасна португальська назва.